# Charles F. Brush

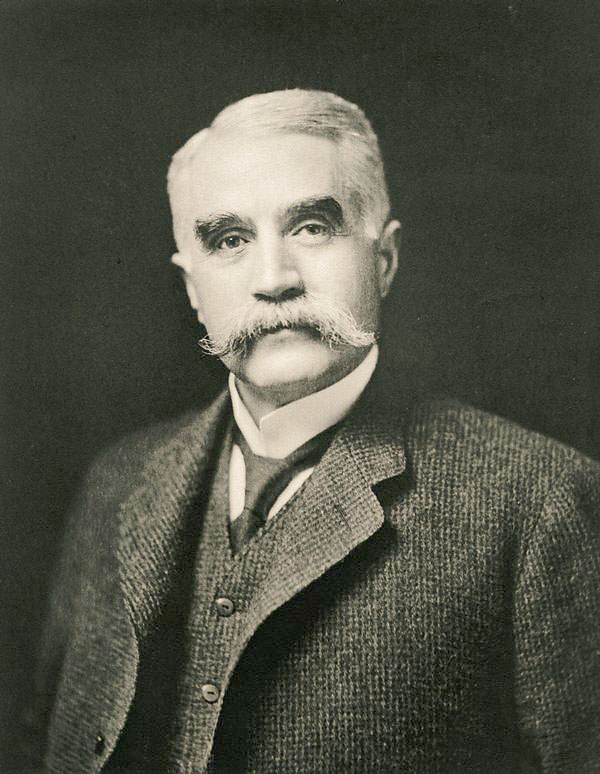
Charles F. Brush (ca. 1920)

Charles Francis Brush (Euclid, 17 maart 1849 – Cleveland, 15 juni 1929) was een Amerikaans uitvinder, ondernemer en filantroop. Hij was een pionier met het commercieel op de markt brengen van elektriciteit.

## Jonge jaren
Brush werd geboren in Euclid, een plaatsje in de staat Ohio, waar bij opgroeide op een boerderij Walnut Hills Farm gelegen op circa 10 mijl van Cleveland. Hij de jongste van negen kinderen van Isaac Elbert Brush (1803-1893) en Delia Williams Phillips (1808-1876). Als tiener had hij reeds grote interesse voor de wetenschap, met name met elektrisch licht. Hij bedacht en bouwde eenvoudige elektrische apparaten, en experimenteerde ermee in zijn werkplaats op de boerderij van zijn ouders.
Na het afronden van zijn opleiding aan de Central High School in Cleveland ging Brush met een studiebeurs van zijn oom naar de Universiteit van Michigan, waar hij mijnbouw studeerde (er waren in die tijd nog geen studierichtingen elektrotechniek). Tijdens zijn studie ontwikkelde hij een booglamp die de bestaande Jablochkoff-kaarsen ver overtrof.
Na gewerkt te hebben bij verscheidende bedrijven en in verschillende vakgebieden (hij was o.a. ijzerertsverkoper en chemicus) ontwikkelde Brush zijn eigen DC-dynamo om in plaats van batterijen dienst te doen als alternatieve energiebron voor zijn booglampen. De reden hiervoor was dat geen van de tot dan toe ontwikkelde dynamo's – waaronder het ontwerp van de Belg Zénobe Gramme – aan zijn specifieke eisen voldeed. Pluspunt was dat zijn dynamo een constante stroom leverde bij wisselende belastingen door automatisch de spanning te variëren.

## Ondernemingen
In 1879 vestigde hij het Brits-Amerikaanse bedrijf Brush Electric Light Corporation in Lambeth, een stadswijk van Londen, met als doel om zijn patentrechten vast te leggen. Datzelfde jaar kocht het bedrijf de licentierechten om gloeilampen van Lane Fox te fabriceren. Later verhuisde dit bedrijf naar Loughborough en veranderde hij de naam in Brush Electrical Machines Ltd. Zelf was Brush, na testen te hebben uitgevoerd in de Verenigde Staten, ontevreden over de prestaties van de Lane-Fox-lampen en stapte hij over op de gloeilampen van Joseph Swan.
De door hem ontwikkelde dynamo bleek al snel een economische en efficiënte bron van elektriciteit te zijn voor booglampen. In steden zoals New York, Boston, Philadelphia, Baltimore, Montreal, Buffelo, San Francisco werden elektriciteitscentrales gebouwd en straten voorzien van zijn verlichtingssysteem.

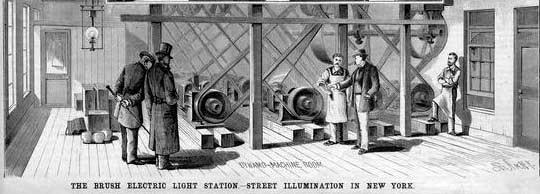
Een elektriciteitscentrale van Brush in New York voor het opwekken van energie voor de straatverlichting.

Door de enorme vraag naar zijn booglampen en dynamo's had Brush in 1880 de Brush Electric Company opgericht, die in 1891 via fusies onderdeel werd van General Electric. In 1882 leverde zijn Brush Electric Company gelijkstroomgeneratoren voor een waterkrachtcentrale bij St. Anthony Falls in Minneapolis, de eerste Amerikaanse energiecentrale die elektriciteit opwekte uit waterkracht.

## Latere jaren

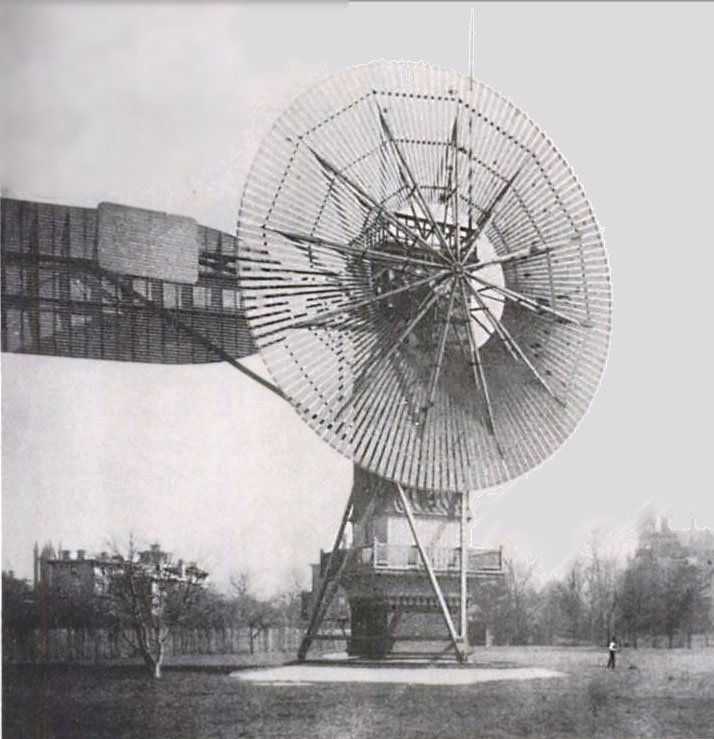
De windmolen van Charles F. Brush, 18 meter hoog en voorzien van een 12kW dynamo.

Rijk geworden door zijn uitvindingen trok Brush zich na de bedrijfsfusie terug, verkocht zijn aandelen en richtte zich op ander zaken dan de elektrotechniek. In 1884 had hij voor zijn gezin een groot landhuis gebouwd in Cleveland, die vele van zijn uitvindingen toonden. In de kelder richtte hij een privé-werkplaats in.
Brush was een van de eerste technici die windenergie gebruikte om elektriciteit op te wekken. In 1888 bouwde hij in zijn vijf acre grote achtertuin een enorme, volautomatische windmolen, waarmee hij de accu's oplaadde die zijn huis van stroom voorzag. Hiermee was zijn huis – voorzien van 350 gloeilampen – het eerste huis in Cleveland met elektriciteit. Twintig jaar lang zou de windmolen zonder problemen blijven draaien.
Tussen 1910 en 1929 schreef hij meerdere artikelen over zijn versie op de kinetische theorie van de gravitatie op basis van elektromagnetische golven. Hij stierf op 15 juni 1929 door longontsteking als gevolg van een bronchitis opgelopen in de winter daarvoor.

## Erkenning
Gedurende zijn leven werd Brush onderscheiden met enkele belangrijke wetenschappelijke prijzen, waaronder Ridder in het Franse Legioen van Eer (1881), de Rumford-Prijs van de American Academy of Arts and Sciences (1899), de IEEE Edison Medal (1913), de Franklin Medal en drie eredoctoraten.